# Аџамовци
Аџамовци су насељено место у саставу општине Решетари у Бродско-посавској жупанији, Република Хрватска.

## Историја
До територијалне реорганизације у Хрватској налазили су се у саставу старе општине Нова Градишка.

## Становништво
На попису становништва 2011. године, Аџамовци су имали 612 становника.

## Попис1991.
На попису становништва 1991. године, насељено место Аџамовци је имало 658 становника, следећег националног састава:
| Попис 1991.‍  | Попис 1991.‍  | Попис 1991.‍ | Попис 1991.‍ | Попис 1991.‍ |
| ------------ | ------------ | ----------- | ----------- | ----------- |
|              |              |             |             |             |
| Хрвати       | Хрвати       |             | 630         | 95,74%      |
| Југословени  | Југословени  |             | 2           | 0,30%       |
| Пољаци       | Пољаци       |             | 1           | 0,15%       |
| Срби         | Срби         |             | 1           | 0,15%       |
| неопредељени | неопредељени |             | 9           | 1,36%       |
| регион. опр. | регион. опр. |             | 3           | 0,45%       |
| непознато    | непознато    |             | 12          | 1,82%       |
| укупно: 658  |              |             |             |             |